# 厚绒荚蒾
厚绒荚蒾（学名：Viburnum inopinatum）为五福花科荚蒾属的植物。分布于越南、缅甸、泰国、老挝以及中国大陆的云南、广西等地，生长于海拔700米至1,400米的地区，一般生于山坡密林中，目前尚未由人工引种栽培。

## 别名
特异荚蒾（拉汉种子植物名称） 毛叶荚蒾（中国高等植物图鉴）

## 异名
- Viburnum sambucimunum vat. tomentosum auct. non Hall. f.